# Уоррингтон
Уоррингтон (англ. Warrington) — город и унитарная единица на севере церемониального графства Чешир. Население города Уоррингтон — 208800 человек.

## История
Унитарная единица образована 1 апреля 1998 года из района бывшего неметропольного графства Чешир (Local Government Commission for England (1992)).

## География
Уоррингтон занимает площадь 180 км². Граничит на севере с церемониальными графствами Большой Манчестер и Мерсисайд, на юге — с унитарными единицами Восточный Чешир, Западный Чешир и Честер, Холтон.

## Население
На территории унитарной единицы Уоррингтон проживают 208 800 человек, при средней плотности населения 1 160 чел./км² (2001 год).

## Политика
Совет унитарной единицы Уоррингтон состоит из 57 депутатов, каждый из которых представляет один из 22 городских районов. В результате последних выборов 34 места в совете занимают лейбористы.

## Экономика
В Уоррингтоне расположена штаб-квартира компании United Utilities, акции которой входят в базу расчёта индекса FTSE 100.

## Города-побратимы
- Нове-Мнесто-над-Метуйи, Чехия

## Известные люди
- Керри Катона — английская певица
- Тим Карри — английский актёр, певец
- Люк Литтлер — английский игрок в дартс.